# Lindbergella sintenisii
Lindbergella es un género monotípico de plantas herbáceas perteneciente a la familia de las poáceas. Su única especie: Lindbergella sintenisii (H.Lindb.) Bor, es originaria de Chipre.

## Descripción
Es una planta anual con culmos herbáceos. Las hojas no auriculadas. Láminas foliares angostas, sin nervadura transversales. Lígula una membrana no truncada de 2-3 mm de largo. Plantas bisexualES, con espiguillas bisexuales Y flores hermafroditas. Las espiguillas todas iguales en la sexualidad. Inflorescencia paniculada ; abierta; sin ramitas conspicuamente divaricadas. Las espiguillas fértiles en ejes persistentes. Espiguillas femeninas fértiles de 3-4.5 mm de largo, comprimidas lateralmente, desarticulándose por encima de las glumas. Raquilla prolongada más allá del florete femenino fértil superior. La extensión de la raquilla, con flores incompletas con callos peludos ausentes. Glumas dos, muy desiguales a más o menos iguales; más cortas que los lemas adyacentes ; sin aristas; carinadas; similar. Gluma inferior 3 nervada. La gluma superior con 3, o 5 nervios. Espiguillas con flósculos incompletos.

## Taxonomía
Lindbergella sintenisii fue descrita por (H.Lindb.) Bor y publicado en Flora of Cyprus 63: 368. 1969.
Sinonimia
- Lindbergia sintenisii (H.Lindb.) Bor
- Poa sintenisii H.Lindb.[3][4]